# Альтберг, Александр Карлович
Александр Карлович Альтберг (Альдберг) (апрель 1895, Рига — 1938, Москва) — сотрудник ВЧК-ОГПУ-НКВД, начальник Управления РКМ Западно-Сибирского края — Новосибирской области и помощник начальника Управления НКВД, майор милиции.

## Биография
Латыш, окончил 6 классов реального училища в Риге. С 1914 года служил в императорской армии. С 1916 года работал слесарем, токарем, электромехаником на Путиловском заводе в Петрограде. В 1917 году избран членом Путиловского заводского комитета и членом Петроградского совета рабочих и солдатских депутатов. Член РКП(б) с мая 1918 года, в июне-июле откомандирован в Пермь, где был членом Уральского областного совета. В ноябре 1918 года переведён в Слободской на должность уездного военкома. В июне 1919 года поступил на службу в Вятскую губернскую ЧК на должность следователя юридического отдела, в июле 1923 года стал начальником оперативно-секретной части губернского отдела ГПУ Вятки. В 1921 году состоял членом Пермского губернского комитета РКП(б). За венчание в церкви в 1919 году исключён из партии, но позднее был восстановлен.
В 1925—1930 годах — начальник окротделов полномочных представительств ОГПУ по Уралу в Троицке, Ирбите и Свердловске. С 1931 года — начальник отдела спецпоселений ПП ОГПУ по Северному краю, в 1933—1937 годах — начальник Управления рабоче-крестьянской милиции (УРКМ) в ОГПУ-НКВД по Северной области в Архангельске. В 1934 году присвоено звание «капитан милиции». С 20 февраля (по другим данным, с 4 марта) 1937 года — начальник Управления РКМ Западно-Сибирского края — Новосибирской области и помощник начальника Управления НКВД. В 1937 году присвоено звание «майор милиции».
Арестован в Новосибирске как «руководитель националистической латышской организации» в конце 1937-го или начале 1938 года, в 1938-м расстрелян.

## Награды
- Знак «Почётный работник ВЧК-ГПУ (V)» № 254 (1925)
- Знак «Почётный работник рабоче-крестьянской милиции» (1936).